# Cellula acidofila
Nell'ipofisi anteriore, il termine "acidofili" è usato per descrivere due diversi tipi di cellule che si colorano bene con coloranti acidi.
- somatotrofi, che secernono l'ormone della crescita (un ormone peptidico)
- lattotrofi, che secernono prolattina (un ormone peptidico)

Quando si utilizzano tecniche di colorazione standard, non possono essere distinti l'uno dall'altro (sebbene possano essere distinti dai basofili e dai cromofobi), e sono quindi identificati semplicemente come "acidofili".